# Katarzyna Kownacka
Katarzyna Kownacka (ur. 25 listopada 1970 w Ciechanowie) − polska aktorka filmowa i teatralna, pieśniarka, animatorka kultury, związana z Teatrem Narodowym w Warszawie.

## Życiorys
W 1995 ukończyła studia na wydziale aktorskim Państwowej Wyższej Szkoły Filmowej, Telewizyjnej i Teatralnej im. Leona Schillera w Łodzi, na roku pod opieką prof. Jana Machulskiego.
Na scenie teatralnej zadebiutowała 27 września 1998 tytułową rolą w spektaklu „Halka Spinoza” w Teatrze Narodowym w Warszawie. W późniejszych latach, oprócz Teatru Narodowego, związana była także z warszawskimi teatrami: Nowym, Montownia, Le Madame oraz Dzień śmierci Mozarta.
Jest żoną aktora Waldemara Kownackiego. Prowadzą razem lokal artystyczny Retro Praga na warszawskiej Pradze, będący miejscem wieczorów autorskich, poetyckich, wernisaży czy koncertów. Ma dwie córki – Annę i Natalię.

## Filmografia
- 1997: Przystań jako dziewczyna na spotkaniu u Jana
- 1997: Pokój 107
- 1997: Historie miłosne jako studentka
- 2003: Kasia i Tomek jako kobieta
- 2004: Pensjonat pod Różą jako kontrolerka sanepidu